# Associação Desportiva de Labruge
A Associação Desportiva de Labruge é um clube português localizado na freguesia de Labruge, município do Vila do Conde, distrito do Porto. O clube foi fundado em 1 de Setembro de 1991. Os seus jogos em casa são disputados no Complexo Desportivo de Labruge.

## Futebol

### Classificações por época[3]
| Época     | Nível | Divisão                      | Classificação | Taça de Portugal |
| --------- | ----- | ---------------------------- | ------------- | ---------------- |
| 2008/2009 | 6     | 1ª Divisão da AF Porto       | 9º            | -                |
| 2008/2009 | 6     | 1ª Divisão da AF Porto       | 2º            | -                |
| 2009/2010 | 5     | Divisão de Honra da AF Porto | 2º            | -                |
| 2010/2011 | 6     | 1ª Divisão da AF Porto       | 13º           | -                |
| 2011/2012 | 6     | 1ª Divisão da AF Porto       | 10º           | -                |

Legenda das cores na pirâmide do futebol português
     1º nível (1ª Divisão / 1ª Liga) 
     2º nível (até 1989/90 como 2ª Divisão Nacional, dividido por zonas, em 1990/91 foi criada a 2ª Liga) 
     3º nível (até 1989/90 como 3ª Divisão Nacional, depois de 1989/90 como 2ª Divisão B/Nacional de Seniores/Campeonato de Portugal)
     4º nível (entre 1989/90 e 2012/2013 como 3ª Divisão, entre 1947/48 e 1989/90 e após 2013/14 como 1ª Divisão Distrital) 
     5º nível
     6º nível
     7º nível
Notas:
- em 2013/14 acabou IIIª Divisão e a primeira competição distrital passou a nível 4

### Direção do departamento de futebol
| País     | Nome            | Cargo           |
| -------- | --------------- | --------------- |
| Portugal | Rui Macedo      | Presidente      |
| Portugal | Marcos Carvalho | Vice-Presidente |
| Portugal | Luis Pinto      | Secretário      |
| Portugal | Fernando Aroso  | Vogal           |
| Portugal | António Ribeiro | Vogal           |
| Portugal | Nuno Arcos      | Vogal           |

- Atualizada em 14 de Março de 2010